# Hahncappsia neobliteralis
Hahncappsia neobliteralis là một loài bướm đêm trong họ Crambidae.